# Bernhard Röthlisberger
Bernhard Röthlisberger (* 17. März 1969 in Bettlach) ist ein Schweizer Klarinettist und Musikpädagoge.
Nach der Matura studierte Röthlisberger bei Thomas Friedli am Conservatoire de musique de Genève, wo er 1990 das Lehrdiplom und 1992 das Solistendiplom erhielt. Er setzte seine Ausbildung bei Antony Pay, Michel Arrignon und Ernesto Molinari fort. Er war von 1993 bis 2000 Klarinettist und Bassklarinettist des Luzerner Sinfonieorchesters, danach Soloklarinettist und Bassklarinettist des Berner Symphonieorchesters. 
Als Solist trat Röthlisberger u. a. mit dem Moscow Chamber Orchestra, den Festival Strings Lucerne, der Camerata St. Petersburg, dem Tonhalle-Orchester Zürich und den Sinfonieorchestern Bern und Luzern unter Dirigenten wie Jonathan Nott, Reinhard Goebel, Mario Venzago und Vasily Petrenko auf. Als Kammermusiker arbeitete er neben anderen mit dem Amar Quartett und dem Merel Quartett, mit Esther Hoppe, Rafael Rosenfeld, Peter Somodari, Ivo Gass, Matthias  Racz, Benjamin  Engeli, Christian Chamorel und Philip Smith zusammen.
Röthlisberger unterrichtet an den Musikhochschulen in Zürich, Bern und Luzern. Er ist künstlerischer Leiter der  Sommerakademie Hitzkirch und gibt Meisterkurse in ganz Europa, u. a. am Königlichen Konservatorium Brüssel, am Königlichen Konservatorium Gent, am Lemmensinstitut in Leuven, am Gnessin-Institut Moskau und am Tschaikowski-Konservatorium.